# Centrum Lotów Kosmicznych imienia George’a C. Marshalla

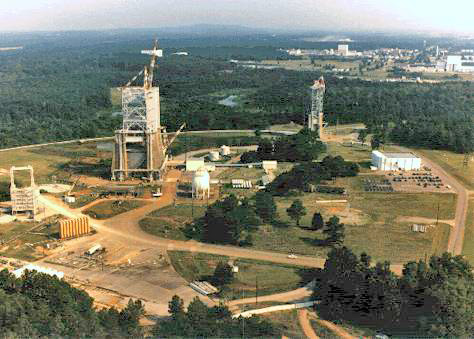
Stanowisko testowe w Centrum Lotów Kosmicznych im. Marshalla

Centrum Lotów Kosmicznych imienia George’a C. Marshalla (ang. Marshall Space Flight Center, MSFC) – jeden z ośrodków badawczych NASA, zajmujący się głównie napędem rakietowym. W ośrodku tym powstały najważniejsze amerykańskie wojskowe rakiety balistyczne i rakiety amerykańskiego programu kosmicznego.
Ośrodek zlokalizowany jest w Arsenale Redstone w Huntsville w Alabamie, a nazwany został na cześć generała George’a Marshalla. Jest wiodącym ośrodkiem NASA opracowującym rakietowe systemy napędowe, układy napędowe promów kosmicznych, zewnętrzne zbiorniki paliwa, urządzenia wynoszone na orbitę, projekty i konstrukcje dotyczące Międzynarodowej Stacji Kosmicznej, również w zakresie komputerów, sieci i zarządzania informacją.

## Centrum operacyjne HOSC
W strukturze ośrodka znajduje się także centrum operacyjne misji promów kosmicznych (Centrum Wsparcia Operacji w Huntsville – Huntsville Operations Support Center, HOSC), skąd kontrolowane są niektóre misje i operacje je poprzedzające.
Centrum Wsparcia Operacji w Huntsville (HOSC) wspomagało czynności startowe promów kosmicznych, startujących z Centrum Kosmicznego Johna F. Kennedy’ego. HOSC monitoruje także starty rakiet dokonywane ze stacji sił powietrznych na przylądku Canaveral, kiedy wynoszone są ładunki przygotowywane w Ośrodku Marshalla.

## Historia
Ośrodek Marshalla powstał na bazie Wojskowej Agencji Pocisków Balistycznych (ang. Army Ballistic Missile Agency, ABMA) i Centrum Dowodzenia Pociskami Artylerii (ang. Army Ordnance Missile Command, AOMC) znajdujących się na obszarze Arsenału Redstone. Przeniesienie eksploracji kosmosu z obszaru wojskowego do cywilnego zostało dokonane przez prezydenta Dwighta D. Eisenhowera, kiedy ogłosił on utworzenie Narodowej Agencji Aeronautyki i Przestrzeni Kosmicznej (ang. National Aeronautics and Space Administration) 1 lipca 1960 roku. W tym czasie ośrodek otrzymał od prezydenta imię gen. Marshalla, jak również jego popiersie z brązu. Centrum Marshalla stało się cywilną bazą doktora Wernhera von Brauna, jego grupy niemieckich specjalistów od rakiet oraz dużej liczby wojskowych i cywilnych podwykonawców.
Do projektów historycznych, które były opracowywane w Centrum Marshalla, należą między innymi Hermes, amerykańska adaptacja niemieckiej rakiety V2, rakieta Jupiter C, która wyniosła satelitę Explorer 1, rakieta Redstone, przejściowa rakieta opracowana przez ABMA/AOMC, używana przez NASA w programie pocisków balistycznych i programie Merkury, Juno, Atlas używane przez wojska lotnicze w programach balistycznych, a także w programach Merkury i Gemini, seria rakiet Saturn (Saturn I do Saturn V), używanych w programach Apollo i Skylab. Do współczesnych rakiet opracowywanych w Centrum należą silniki promu kosmicznego na paliwo ciekłe i stałe oraz seria rakiet Delta, wykorzystywanych do wynoszenia satelitów oraz pojazdów marsjańskich.
Wiele pozostałości po wczesnych programach badawczych wciąż jest widocznych wokół centrum, na przykład stanowiska testowe.

## Dyrektorzy
- Wernher von Braun 1960–1970
- Eberhard Rees 1970–1973
- Rocco Petrone 1973–1974
- William R. Lucas 1974–1986
- James R. Thompson, Jr. 1986–1989
- T. Jack Lee 1989–1994
- Gene Porter Bridwell 1994–1996
- J. Wayne Littles 1996–1998
- Art Stephenson 1998–2003
- David A. King 2003–2009
- Robert M. Lightfoot Jr. 2009–2012
- Arthur E. Goldman 2012
- Robin Henderson od 3 sierpnia 2012 do września 2012 (tymczasowo)
- Patrick Scheuermann od września 2012